# Killers Five

Killers Five est un film hongkongais réalisé par Cheng Kang, sorti en 1969.

## Histoire
Un héros (Tang Ching) est chargé par un éminent fonctionnaire (Yang Chih-ching) de délivrer sa fille (Carrie Ku Mei) capturée par des bandits et détenue dans leur repaire, un endroit quasi-inaccessible qui rend cette mission suicidaire. Pour ce faire, il recrute une équipe de spécialistes des arts martiaux aux profils contrastés et aux surnoms évocateurs : le « Rat-qui-Nage » (Ku Feng), le « Tigre-qui-Grimpe » (Ching Miao) et la « Maîtresse-de-l’Arc » (Li Ching). En chemin ils font la connaissance d’un étrange personnage.

## Fiche technique
- Titre original : Killers Five / 豪俠傳 / Hao xia zhuan
- Réalisation : Cheng Kang
- Scénario : Sung Hai-ling, Cheng Kang
- Société de production : Shaw Brothers
- Pays d'origine : Hong Kong
- Format : Couleurs - 2,35:1 - Mono - 35 mm
- Genre : Wu Xia Pian
- Date de sortie : 14 février 1969

## Distribution
- Li Ching : la Maîtresse-de-l’Arc
- Tang Ching : le héros Yue Chang-pei
- Carrie Ku Mei : la demoiselle en détresse (guest star)
- Tien Feng : le maître de Yue (guest star)
- Yang Chih-ching : le duc
- Wang Kuang-Yu : le « Roi-des-Monte-en-l’Air »
- Ku Feng
- Ching Miao
- Liu Liang-hua : la tavernière